# Прапор Дніпропетровської області
Пра́пор Дніпропетро́вської о́бласті є символом, що відображає історію й традиції області. Разом із гербом становить офіційну символіку органів місцевого самоврядування та виконавчої влади Дніпропетровської області. Затверджений 19 березня 2002 року на сесії обласної ради рішенням № 518-22/XXIII «Про затвердження герба та прапора Дніпропетровської області», що надало геральдичним символам області офіційного статусу.

## Опис
Прапор являє собою прямокутне полотнище з правобічним перев'язом, який ділить полотнище на синю (верх ліворуч) та білу (нижню, праворуч) смуги. Зображення на прапорі відтворюють графічні елементи Малого герба Дніпропетровської області. Древко прапора має довжину 2,5 м, діаметр 5 см. Кріплення полотнища здійснено за допомогою золотих цвяхів. Верхівка древка прапора увінчана навершям у вигляді металевого зображення Малого герба Дніпропетровської області.